# Kopparslagare (film)
Kopparslagare (engelska: Sugar Daddies) är en amerikansk stumfilm från 1927 regisserad av Leo McCarey och Fred Guiol.

## Handling
Miljonären och oljemagnaten Cyrus Brittle vaknar en morgon med huvudvärk. Han får reda på av betjänten att han gift sig kvällen innan. Inte nog med att han har fru, han har även en girig styvdotter och en svåger som vill döda honom. Cyrus kallar in sin advokat för att få hjälp, och snart tvingas Cyrus, advokaten och betjänten att fly.

## Om filmen
I filmen medverkar Stan Laurel och Oliver Hardy som senare kom att bli kända som komikerduon Helan och Halvan, men som här inte uppträder som duo.
Detta var Stan Laurel och Oliver Hardys första gemensamma film som de gjorde tillsammans med Metro-Goldwyn-Mayer, efter att deras kontrakt med Pathé hade gått ut.
Delar av filmens manus kom att återanvändas i duons senare kortfilm Helan och Halvans förflutna som utkom 1931.

## Rollista (i urval)
- James Finlayson – Cyrus Brittle
- Stan Laurel – advokaten
- Oliver Hardy – butlern
- Charlotte Mineau – hustrun
- Noah Young – svågern
- Edna Marion – styvdottern
- Charlie Hall – man på hotellet
- Jack Hill – man på hotellet
- Eugene Pallette – man som blir misstagen för att vara butlern
- Sam Lufkin – man i lustiga huset[2]